# Internationales Institut für geistige Zusammenarbeit
Das Internationale Institut für geistige Zusammenarbeit (kurz: IIGZ, franz. Institut international de coopération intellectuelle, engl. International Institute for Intellectual Cooperation) war eine internationale Organisation zur Förderung des wissenschaftlichen und intellektuellen Austauschs, die von 1926 bis 1946 bestand und ihren Sitz in Paris hatte. Das IIGZ gilt als Vorgängerinstitution der UNESCO und war dem Völkerbund angegliedert.

## Internationale Kommission für geistige Zusammenarbeit

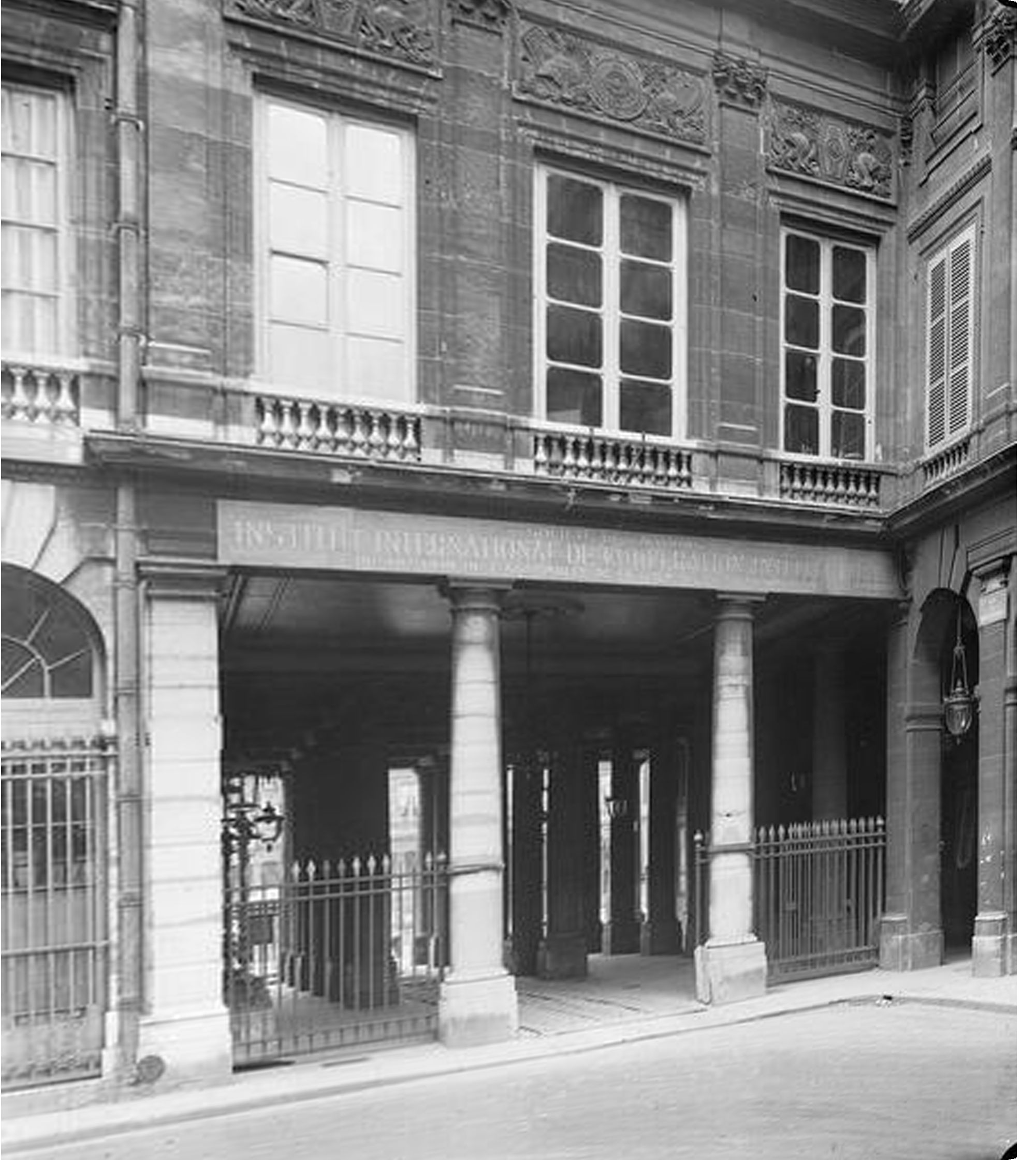
Eingang zum Palais-Royal (Paris), wo das Institut 1926 untergebracht wurde.

Vorangegangen war 1921 auf Anregung Frankreichs der Beschluss des Völkerbundes und im Januar 1922 die offizielle Gründung der „Internationalen Kommission für geistige Zusammenarbeit“ (IKGZ) (Commission internationale de coopération intellectuelle, CICI) mit Sitz in Genf unter dem Vorsitz von Henri Bergson, der 12 bis 19 prominente Mitglieder angehörten, unter anderem Albert Einstein, Jagadish Chandra Bose, Marie Curie, Kristine Bonnevie, Paul Painlevé, Alfredo Rocco, Leonardo Torres-Quevedo und Gonzague de Reynold. 1925 wurde der Niederländer H. A. Lorentz der Vorsitzende, von 1928 bis 1939 der Brite Gilbert Murray. Die jährlichen Tagungen in Genf lagen im August. Das Gremium von vielbeschäftigten Honoratioren, Wissenschaftlern und Intellektuellen erwies sich als wenig wirkungsreich. Unterhalb gab es noch Expertenkommissionen und nationale Kommissionen wie die Deutsche Kommission für geistige Zusammenarbeit.

## Gründung und Aufgaben des Instituts
Das IIGZ wurde deshalb als ständiges Exekutivorgan der weiterhin bestehenden IKGZ gegründet und vor allem von Frankreich unterstützt, das auch den überwiegenden Teil des Personals stellte und 80 Prozent der Kosten trug. Auch die ersten beiden Generaldirektoren des Instituts, Julien Luchaire (bis 1930) und Henri Bonnet (1930–1940), waren Franzosen. Wie die UNESCO auch hatte das IIGZ bzw. die IKGZ nationale Kommissionen, die die Zusammenarbeit mit der Zentrale organisierten. Jean-Jacques Mayoux übernahm 1945 die Überleitung zur UNESCO.
Hauptaufgaben waren Fragen des Urheberrechts und geistigen Eigentums, von Übersetzungen sowie der Statistik im Kulturbereich, wozu einige Beschlüsse der Generalversammlung vorbereitet wurden.
Ferner ging es um „moralische Abrüstung“, d. h. das IIGZ sollte komplementär zum Völkerbund wirken, der den Frieden durch politische Maßnahmen wie etwa Abrüstung und Streitschlichtung sicherte. Die Friedensbereitschaft der Völker sollte durch erzieherische und kulturelle Maßnahmen gestärkt werden. Der Unterrichtsstoff in Schulbüchern sollte weniger chauvinistisch und besonders im Fach Geschichte mehr im Geiste der Völkerverständigung geschrieben werden. Die Genfer Generalversammlung 1926 stimmte der Casares-Resolution in diesem Sinne zu. Auch strebte das IIGZ die friedliche Nutzung von Radio und Kino an, organisierte Sommerkurse für Jugendliche beim Völkerbund in Genf und andere Bildungsmaßnahmen zum besseren Verständnis des Völkerbunds.

## Bewertung
Wie der Völkerbund selbst scheiterte das Institut für geistige Zusammenarbeit letztlich in seiner Hauptaufgabe, der Sicherung des Friedens. Anderseits legte es wichtige Grundlagen für die Entstehung der Vereinten Nationen und deren angegliederten Organisationen und die europäische Verständigung nach dem Zweiten Weltkrieg. Ein Grund für die wenig erfolgreiche Arbeit des Instituts war das von nationalen Rivalitäten geprägte internationale Klima. Außerdem wurde die internationale Kooperation in der Zwischenkriegszeit keine Massenbewegung, sondern wurde nur von einem Teil der intellektuellen Eliten getragen. Im Bereich der kulturellen Zusammenarbeit, in dem sich Frankreich besonders engagierte, äußerten besonders England, aber auch Länder wie Schweden und das Deutsche Reich den Verdacht des Kulturimperialismus und vermuteten hinter dem französischen Engagement vor allem politische Hintergedanken zur Durchsetzung französischer Ziele.